# Jaga Hupało
Jaga Hupało, właśc. Janina Teresa Hupało (ur. 1966 w Nowej Rudzie) – polska fryzjerka, kreatorka fryzur.

## Życiorys
Pierwszy etap edukacji zdobyła u mistrza fryzjerstwa Edwarda Szymańskiego w Kłodzku. Następnie brała udział w międzynarodowych seminariach i szkoleniach. Swój pierwszy salon otworzyła w Nowej Rudzie. Następnie przeniosła się do Warszawy, gdzie od 2000 roku prowadzi własny salon fryzjerski Jaga Hupało&Thomas Wolff Hair Studio. W styczniu 2007 roku zdobył on rekomendację miesięcznika Uroda jako salon „wyróżniający się profesjonalizmem oraz wysoką jakością usług”. Wraz z Thomasem Wolffem stworzyła linię luksusowych kosmetyków do pielęgnacji włosów J&T Hair System. Produkty te wyróżnione zostały nagrodą miesięcznika Uroda – „Najlepsze dla urody 2006”.

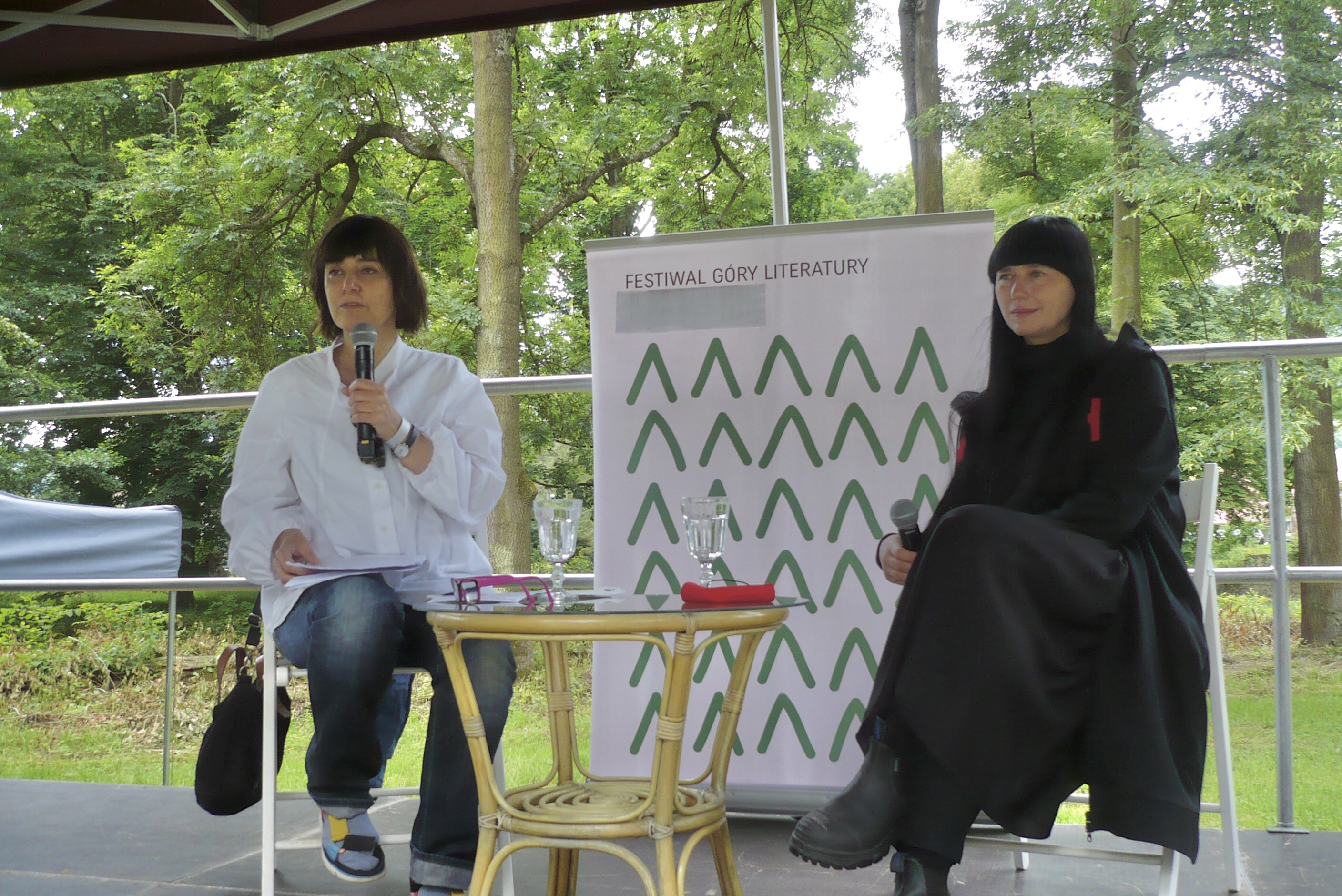
Kazimiera Szczuka i Jaga Hupało, VI Festiwal Góry Literatury, Pałac w Sarnach, 2020

Od 1997 roku stale współpracuje z magazynami Elle, Twój Styl, Cosmopolitan i Gala. Stylizuje fryzury znanych osobistości, takich jak Małgorzata Kożuchowska, Katarzyna Figura i Piotr Rubik. Projektowała peruki do oper Eugeniusz Oniegin, Madame Butterfly, Król Roger i Otello w reżyserii Mariusza Trelińskiego.
Była twarzą kampanii reklamowej ugrupowania o nazwie Partia Kobiet założonego przez Manuelę Gretkowską. Jest autorką fryzur do musicali Koty i Taniec wampirów wystawianych w Teatrze Muzycznym Roma.
Uzyskała wiele międzynarodowych wyróżnień i tytułów, takich jak: Projektant roku 2002 i Osobowość roku 2002. Jej nazwisko znalazło się na liście stu najbardziej wpływowych Polek magazynu Elle. Autorka felietonów dotyczących estetyki Rzeczpospolita-Mozaika oraz bajki dla dzieci O grzebyku co uczesał czas.